# Liste der Kulturdenkmäler in Stelzenberg
In der Liste der Kulturdenkmäler in Stelzenberg sind alle Kulturdenkmäler der rheinland-pfälzischen Ortsgemeinde Stelzenberg aufgeführt. Grundlage ist die Denkmalliste des Landes Rheinland-Pfalz (Stand: 21. Juli 2023).

## Einzeldenkmäler
| Bezeichnung                | Lage                                                         | Baujahr                           | Beschreibung | Bild                           |
| -------------------------- | ------------------------------------------------------------ | --------------------------------- | --- | ------------------------------ |
| Backofen                   | Trippstadter Straße, bei Nr. 14 Lage                         | 1890                              | Backofen, bezeichnet 1890 | BW                             |
| Grabmal und Friedhofskreuz | Trippstadter Straße, bei Nr. 38 auf dem Friedhof Lage        | um 1850                           | Grabmal Elisabeth Jerg (?), spätklassizistisches Grabmal, bezeichnet 1846; Friedhofskreuz, Gusseisen, bezeichnet 1847; Spolie, wohl vom Kriegerdenkmal 1914/18, 1920er Jahre, Soldat | Fotos hochladen                |
| Talbrunnen                 | östlich des Ortes an der K 53 Lage                           | um 1860                           | gusseiserne Brunnenstöcke, zwei Tröge, um 1860 | weitere Bilder Fotos hochladen |
| Walzwerk                   | südwestlich des Ortes an der B 270/L 500 Lage                |                                   | ehemaliges Walzwerk der Gebrüder Gienanth; einheitliche großflächige Anlage aus Walmdachbauten                                                                                       | BW                             |
| Neue Eisenschmelze         | südlich des Ortes im unteren Karlstal an der L 500/K 55 Lage | erste Hälfte des 19. Jahrhunderts | Hofanlage, erste Hälfte des 19. Jahrhunderts | Fotos hochladen                |
| Hofanlage                  | Breitenau, Maudensteig 8 Lage                                | 1836                              | Einfirstanlage mit Unterstall, 1836 | Fotos hochladen                |